# Siurana (Girona)
Siurana ist ein Ort und eine Gemeinde (municipi) mit 180 Einwohnern (Stand: 2024) in der Provinz Girona in der Autonomen Region Katalonien. Sie liegt in der Comarca Alt Empordà.

## Lage
Der Ort Siurana liegt am Bach Riera de Siurana in einer Höhe von etwa 33 m ü. d. M. Die Stadt Figueres befindet sich etwa zehn Kilometer (Fahrtstrecke) nordwestlich bis zur Provinzhauptstadt Girona sind es ca. 40 Kilometer in südwestlicher Richtung. Siurana ist nur etwa acht Kilometer (Luftlinie) vom Mittelmeer (Golf de Roses) entfernt.

## Bevölkerungsentwicklung
| Jahr      | 1960 | 1970 | 1981 | 1990 | 2000 | 2014 |
| Einwohner | 246  | 220  | 173  | 175  | 159  | 150  |

Im 19. Jahrhundert hatte die Gemeinde meist deutlich über 200 Einwohner; die Reblauskrise im Weinbau und die Mechanisierung der Landwirtschaft hatten nur wenig Einfluss auf die Einwohnerzahl.

## Wirtschaft
Vor allem die Feldwirtschaft (Getreide, Sonnenblumen etc.), aber auch die Stallhaltung von Vieh und Geflügel bilden die Erwerbsgrundlage der Einwohner. Seit den 1960er Jahren hat sich der Tourismus in Form der Vermietung von Ferienwohnungen zu einer wichtigen Einnahmequelle entwickelt. 

## Geschichte
Die erste Erwähnung eines Ortes mit Namen Silva Fuirana stammt aus dem Jahr 822, in einer anderen Urkunde des 9. Jahrhunderts lautete der Ortsname Siveriana; spätestens im 11. Jahrhundert wurde daraus Ciurana. Im Hochmittelalter gehörte der Ort zur Grafschaft Empúries; im Jahr 1231 ist eine Burg (castell) erwähnt. Im 14. Jahrhundert wurde Siurana in den Rang einer ‚Baronie‘ erhoben; als solche wechselte sie in den folgenden Jahrhunderten durch Verkauf bzw. Kauf mehrmals den Besitzer. Im Französisch-Spanischen Krieg wurden der Ort und seine Kirche im Jahr 1653 von französischen Truppen zerstört. In den Jahren der Französischen Revolution (1794/95) wiederholte sich dieser Vorgang erneut.

## Sehenswürdigkeiten
- Die Pfarrkirche Santa Coloma befindet sich auf dem höchsten Punkt des Ortes und war ursprünglich ein Bau im Stil der Romanik, der urkundlich im Jahr 1231 erwähnt wird. Nach den Zerstörungen des Jahres 1653 wurde die Kirche notdürftig repariert, aber im ausgehenden 18. Jahrhundert vollkommen erneuert, wobei jedoch Steine des romanischen Baus wiederverwendet wurden – ein in zwei Teile zerbrochener ehemaliger Türsturz mit mehreren Kreuzen fand einen neuen Platz als Eckstein.
- In unmittelbarer Nähe der Kirche befinden sich die spärlichen Überreste des erst im 19. Jahrhundert weitgehend zerstörten Kastells.
- Die Fassaden mehrerer Häuser in einer Gasse des mittelalterlichen Ortskerns wurden mit Bruchsteinen gestaltet.